# Робърт Столър
Робърт Джеси Столър (на английски: Robert Jesse Stoller) е американски психоаналитик, професор по психиатрия.

## Биография
Роден е на 15 декември 1924 година в Крестууд, Ню Йорк, САЩ, в семейство на руски евреи. Завършва Колумбийския университет и Стандфордското медицинско училище. След това започва да учи психоанализа в Лосанджелиското психоаналитично общество и в периода 1953 – 1961 преминава обучителна анализа при Хана Фенихел.
Публикува над 100 статии, девет книги и е съавтор на три.
Умира на 6 септември 1991 година в Лос Анджелис на 66-годишна възраст.